# 바이브레이션
《바이브레이션》(영어: Vibrations)은 미국에서 제작된 마이클 패서넥 감독의 1996년 SF 비디오 영화이다. 제임스 마셜, 크리스티나 애플게이트 등이 출연하였고, 존 더닝 등이 제작에 참여하였다.

## 줄거리
록 스타가 되겠다는 꿈을 이루기 위해 착실히 정진해나가던 T.J.는 오디션을 보려고 대도시로 향하던 중 도로 위에서 한 무리의 청년들이 탄 차와 시비가 붙으면서 강제로 양손을 잘린다.
플라스틱 의수를 단 뒤 음악을 포기하고 주정꾼 노숙자로 전락한 T.J.는 어느 날 한 창고에서 잠이 들었다가 이곳에서 열린 불법 레이브 파티 소리에 깨어난다. T.J.는 창고 근처에서 성폭행을 당할 위기에 처한 컴퓨터 아티스트 아나미카를 구해준 뒤 아나미카의 친구들을 소개받는다.
이들은 T.J.의 플라스틱 의수를 피아노 연주 기능이 내장된 철제 로봇 손으로 교체해준다. 곧 T.J.는 전신을 감싸는 사이버 수트를 입고 "사이버스톰"으로 변모해 전자 음악계 선구자로 떠오르는데...

## 출연
- 제임스 마셜 - T.J. 역
- 크리스티나 애플게이트 - 아나미카 역
- 페이 그랜트 - 지나 역
- 페이지 터코 - 리사 역
- 스콧 코언 - 시미언 역
- 브루스 올트먼 - 배리 역
- 스티븐 키츠 - 크레이 경위 역
- 데이비드 버크 - 긱 역